# Wahlen BL
| BL ist das Kürzel für den Kanton Basel-Landschaft in der Schweiz. Es wird verwendet, um Verwechslungen mit anderen Einträgen des Namens Wahlen zu vermeiden. |

Wahlen ist eine politische Gemeinde im Bezirk Laufen des Kantons Basel-Landschaft in der Schweiz.

## Geschichte

Historisches Luftbild von Werner Friedli von 1953

Beim Bau der Dorfkirche wurde im Jahr 1837 ein Grabhügel gefunden, den die Historiker der Bronzezeit zuordnen. 1927 kamen Steinkistengräber aus dem 8. Jahrhundert zum Vorschein. Die Siedlung lag seinerzeit an einer Römerstrasse, die vom Val Terbi in der welschen Schweiz über den Blattenpass am Blauen in die Nähe von Basel führte. Der Ortsname wurde vom lateinischen Vallum – das bedeutet ein Wall respektive eine Befestigung – abgeleitet. Eine erste urkundliche Erwähnung gibt es aus der zweiten Hälfte des 12. Jahrhunderts unter dem Ortsnamen Waltenen. Damals führte der Papst Alexander III. eine Schwarze Liste mit den wissentlichen Feinden des Klosters St. Alban. Dem Bischof von Basel erteilte er eine Weisung, diese aus der Kirchengemeinschaft auszuschliessen und das Abhalten von Gottesdiensten im Herzogtum der Zähringer zu untersagen. Unter ihnen waren auch die Gebrüder von Ramstein, die in Waltenen Grundstücke für sich beanspruchten.

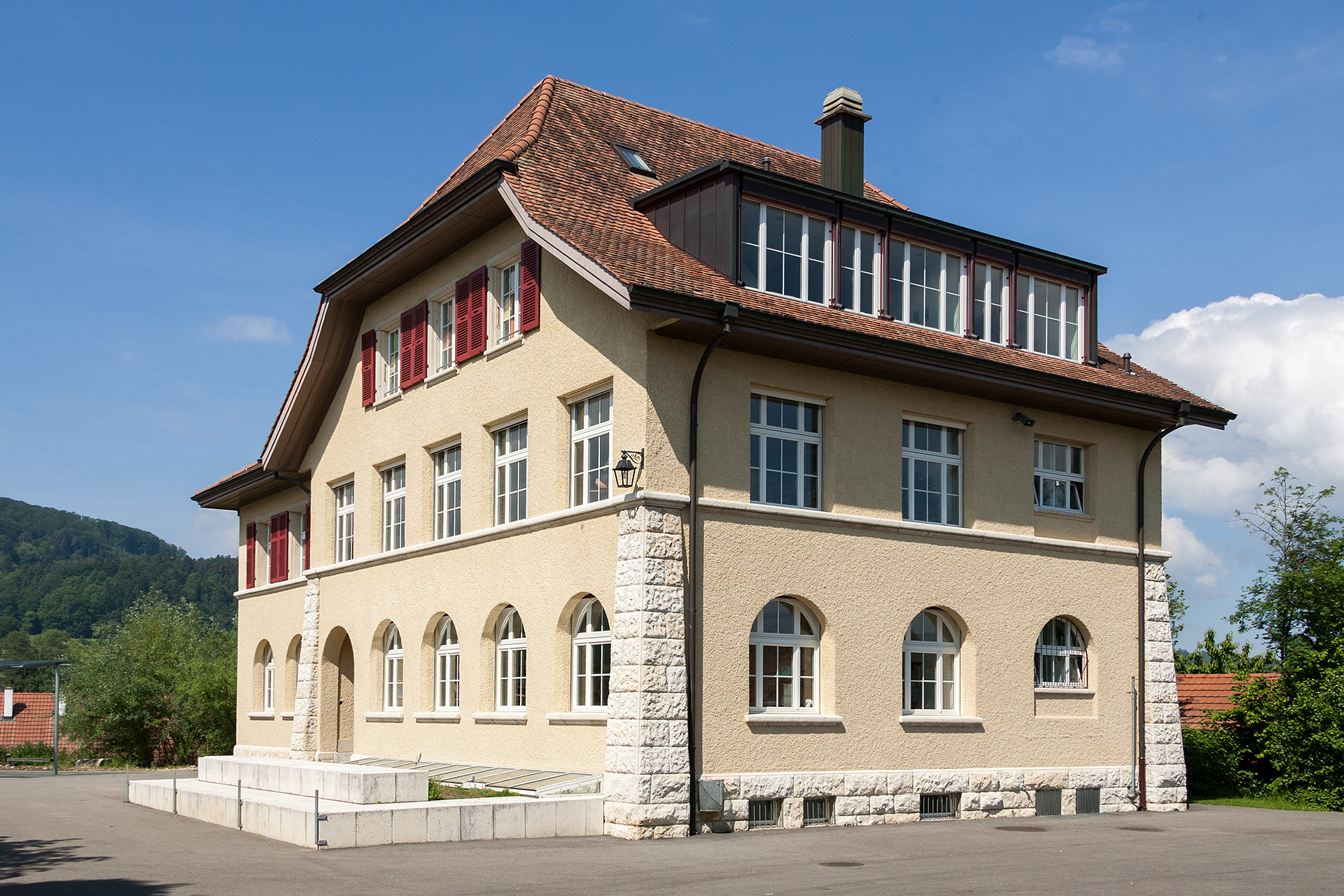
Schulhaus von Wahlen

Vom Dreissigjährigen Krieg wurde Wahlen schwer in Mitleidenschaft gezogen. Die Bewohner fanden Zuflucht im Nachbardorf Grindel. 1815 wurde Wahlen dem Kanton Bern zugeordnet und gehört seither zum Bezirk Laufen. In der Frage des Kantonswechsels des Laufentals lehnte die Gemeinde sowohl 1983 als auch 1989 den Beitritt zum Kanton Basel-Landschaft ab, wurde aber beim zweiten Mal überstimmt. Der Wechsel erfolgte 1994.

## Wappen
Das 1946 von der Gemeinde angenommene Wappen wird wie folgt blasoniert: «In Rot ein nach rechts schreitender goldener Löwe mit roter Zunge und silberner Bewehrung, einen silbernen Baselstab haltend.»

## Verkehr
Wahlen hat direkte Strassenverbindungen nach Breitenbach, Büsserach, Grindel und Laufen. Nach diesen Ortschaften ist innerorts je eine Hauptstrasse benannt. Der Träger des öffentlichen Verkehrs ist der schweizerische Postautodienst, der am Tarifverbund Nordwestschweiz beteiligt ist.

## Wirtschaft
Wichtige Erwerbszweige sind die Landwirtschaft, das Gast- und das Kleingewerbe.

## Politik
Gemeindepräsident ist Michel Kneuss (FDP, Stand: 2025).
Bei den Schweizer Parlamentswahlen 2023 betrugen die Wähleranteile in Wahlen: SVP 48,1 % (2019 41,6 %), Mitte 14,5 % (17,4 %), SP 12,8 % (13,1 %), FDP 10,4 % (12,3 %), Grüne 6,9 % (11,1 %), glp 5,0 % (3,2 %), EVP 1,2 % (–, %), EDU – (–).